# Під куполом цирку
«Під куполом цирку» — радянський художній двосерійний телевізійний фільм 1989 року, знятий ТО «Екран».

## Сюжет
Телевізійний фільм про випускників циркового училища за мотивами оперети Ісаака Дунаєвського «Син клоуна». Люблячі один одного молоді циркові артисти Ірина та Максим ніяк не можуть з'єднатися через горезвісний «трикутник», який, як з'ясовується, виявився уявним.

## У ролях
- Михайло Пуговкін —  Данило Трохимович Рассохін, художній керівник
- Ірина Феофанова —  Ірина Іконнікова, повітряна гімнастка
- Олександр Кулямін —  Максим Молодцов, повітряний гімнаст  (озвучував  Олександр Рахленко)
- Софія Горшкова —  Ксенія Андрєєва, повітряна гімнастка
- Олександр Баринов —  Руслан, клоун
- Олександр Михайлушкін —  Афанасій Іванович Бобров, директор цирку
- Геннадій Фролов —  Терентій
- Галина Самойлова —  Галина Силантьєва, подруга Ксенії
- Валерій Яременко —  Сенечка (Семен Семенович)
- Алла Мещерякова —  Віра Гнатівна Бєляєва
- Лаврентій Ахба —  Даур  (озвучував  Ігор Тарадайкін)
- Валентина Ананьїна —  провідниця
- Георгій Жолудь —  Єгор
- Леонід Звєринцев — епізод
- Микола Маліков — епізод
- Марина Миронова —  Оля, секретарка
- Петро Складчиков — епізод
- В. Трунов — епізод
- Василь Кульков —  Кузіков, старший лейтенант міліції
- Василь Циганков — епізод

## Знімальна група
- Автори сценарію: — Яків Зіскінд
- Режисери-постановники: — Володимир Семаков
- Оператори-постановники: — Євген Русаков
- Композитори: — Ісаак Дунаєвський